# Собор Гуарди
Собор Гуарди (порт. Catedral da Guarda, Sé da Guarda) — католицька церква, розташована в північно-східному місті Гуарда у Португалії. ЇЇ будівництво тривало з 1390 року до середини XVI століття, поєднуючи готичний та мануелінський архітектурні стилі.

## Історія

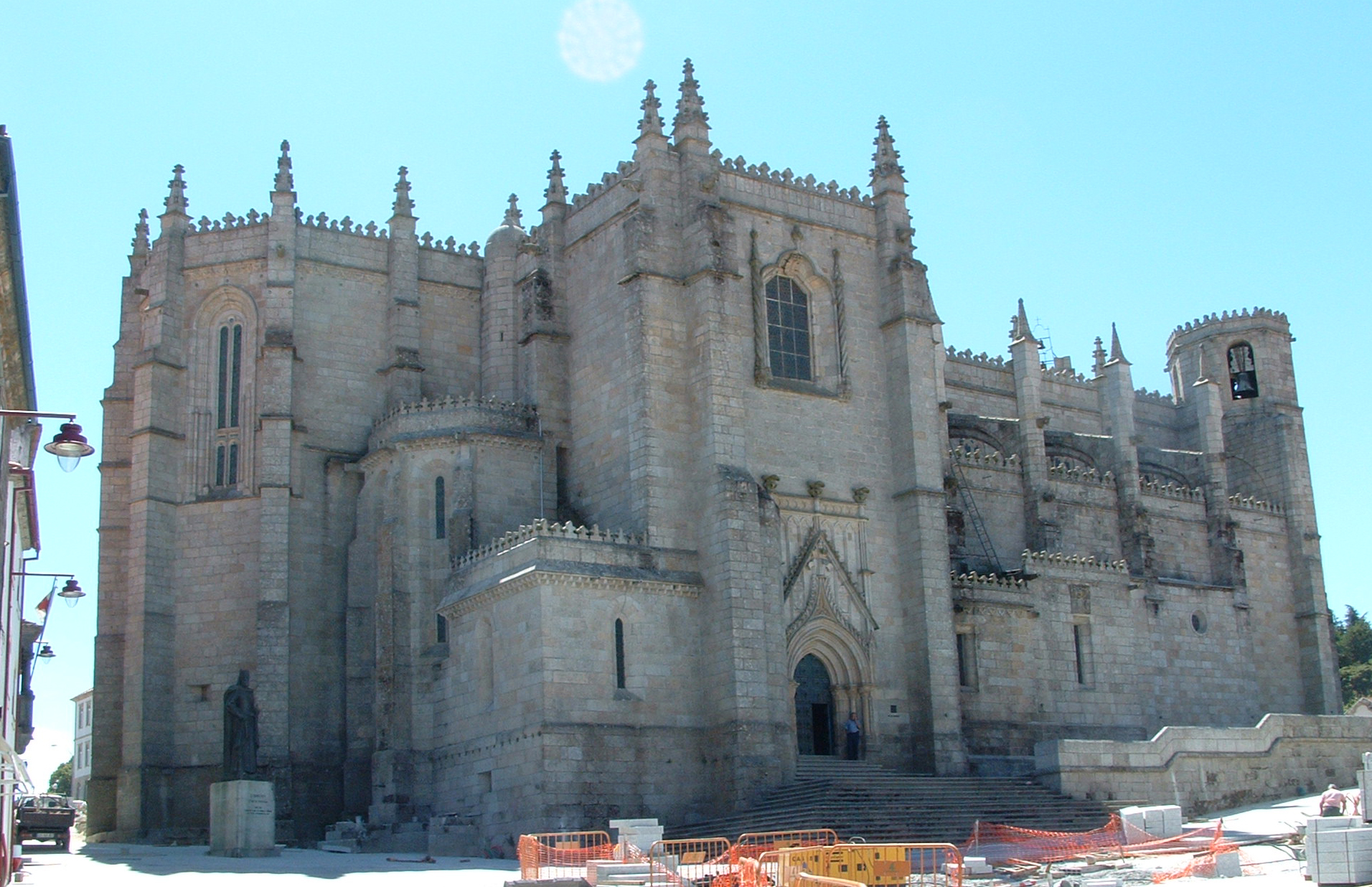
Північний фасад собору Гуарди.

Історія собору Гуарда починається в 1199 році, коли король Саншу I отримав дозвіл від папи римського пенести місце єпископату з сусідньої Ежітанії (Іданья-а-Велья) до Гуарди. Перша будівля собору в романському стилі незабаром була замінена іншою церквою, побудованою на місці, займаному сьогодні церквою Мізерікордія в Гуарді. Цей другий собор, скромних розмірів і побудований у XIII столітті, був знесений у другій половині XIV століття, коли міські стіни Гуарди були укріплені королем Фернанду I під час війн з Кастилією.
Третій і остаточний собор Гуарди почав будуватися в 1390 році при єпископі Васку де Ламегу, під час правління короля Жуана I. На початку XV століття була побудована апсида, а нефу почали в готичному стилі. На цьому першому етапі на роботу вплинув монастир Батальї, який будувався одночасно. Будівництво собору тривало повільно протягом другої половини століття.

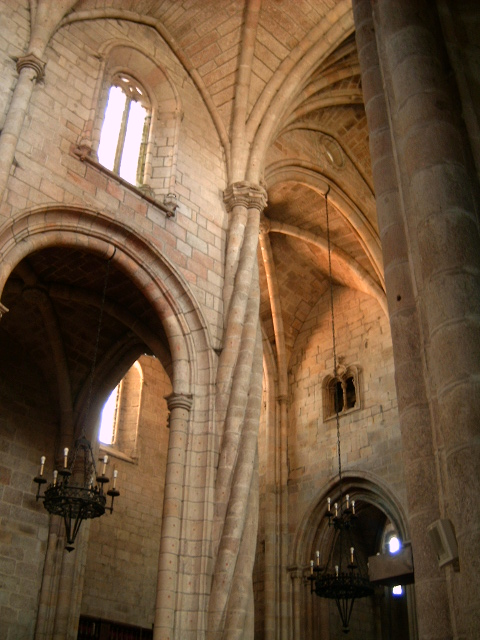
Інтер'єр собору. Типовий мануельський стиль видно по спіралі колони.

У період з 1504 по 1517 рр. при єпископі Педро Гавіау темпи робіт зросли, і собор було майже завершено. Архітекторами цієї фази були Педро та Феліпе Енрікеш. Мануельский стиль — португальська суміш готики та раннього епохи Відродження — був домінуючим впливом на цій другій будівельній стадії, про що свідчить прикраса вікон нефу та трансепта, прикрашене ребро склепіння трансепта, деякі спіральні колони нефи, а також головний портал, схожий на мануелінський портал у каплиці Св. Михайла університету Коїмбри.
Більшість будівельних робіт у соборі Гуарди було закінчено близько 1540 року. Приблизно в цей час була збудована каплиця Піни у стилі ренесансу як місце поховання Жоао де Піни, скарбника собору. На ній є ренесансний портал та могила з лежачою фігурою спонсора каплиці. Ще одним важливим доповненням стала вівтарна частина головної каплиці, встановлена в 1550-х роках. Цей важливий ренесансний твір вирізав з каменю французький скульптор Жоао де Руао, один з головних скульпторів з Коїмбри.
Протягом наступних століть собор збагачувався іншими елементами. Незважаючи на художню цінність деяких із цих доповнень — як, наприклад, бароковий орган — всі вони були вилучені під час реконструкції, проведеної в 1898 р. архітектором Розенду Карвальєйрою, метою якої було відновлення собору до його початкового готичного/мануелінського вигляду.

## Поховання
- Педру Важ Гавіау, архієпископ (1496—1516)
- Жоау Де Піна, скарбник собору